# Thiacidas celebensis
Trisula celebensis là một loài bướm đêm trong họ Noctuidae.